# Ischnolea peruana
Ischnolea peruana là một loài bọ cánh cứng trong họ Cerambycidae.